# Яугила
Яугила́ (лит. Jaugila; устар.: Явгела, Явгелка, Явгила) — река в центральной части Литвы, левый приток реки Смилга. Течёт по территории Кракесского, Дотнувского и Кедайнского городского староств Кедайнского района на севере Каунасского уезда.
Длина Яугилы составляет 33 км. Площадь водосборного бассейна — 62 км². Средний уклон — 1,98 м/км. Скорость течения — 0,1-0,4 м/с. Средний расход воды в устье — 0,33 м³/с.
Исток Яугилы находится на высоте 102 м над уровнем моря, в полях на севере Кракесского староства, в 6 км северо-западнее местечка Кракес. Скорость течения у истока — 0,1 м/с, ширина русла — 5 м, глубина — 0,5 м, дно песчаное. На территории деревни Яугиляй пересекает восточную оконечность озера Яугиляй. В верхнем и среднем течении русло Яугилы зарегулировано и сообщается через гидромелиоративную сеть с рекой Дотнувеле. В нижнем течении на Яугиле устроена запруда, образующая водохранилище Урнежю к северу от деревни Пикяляй на высоте 55,4 м над уровнем моря. Впадает в Смилгу слева в 6,1 км от её устья, на высоте 37,4 м над уровнем моря в пределах территории деревни Кебоняй Кедайнского городского староства.
Притоки:
- правые — Гиротакис[лит.] (правый; лит. Girotakis)[12][1][9];
- левые — Скробле (лит. Skroblė)[12][9], Падотнувё-Упялис (лит. Padotnuvio upelis[12][9]; Жялтупис, лит. Želtupys[14][1]).

На территории деревни Руощяй, между нижним течением Яугилы и средним течением Виштуписа, находится географический центр Литвы (55°19′48″ с. ш. 23°54′20″ в. д.).